# Rejanellus
Rejanellus es un género de arañas cangrejo de la familia Thomisidae. Fue descrito por Arno Antonio Lise en 2005.
Aparece registrado en una sección de la publicación Iheringia Serie Zoologia, 95.

## Especies
- Rejanellus granulatus (Bryant, 1940)
- Rejanellus mutchleri (Petrunkevitch, 1930)
- Rejanellus pallescens (Bryant, 1940)
- Rejanellus venustus (Bryant, 1948)